# 서울특별시의 관광
본 문서는 서울특별시의 관광에 대한 문서이다.

## 관광객 추이
2023년 방한 외국인 관광객 1,103만 1,665명 중 80.3%가 서울을 찾은 것으로 집계되었다. 2023년 전 세계에서 가장 많이 방문한 도시 14위에 올랐다.

## 서울의 관광지
일제 치하에서, 한국전쟁을 겪으면서, 전쟁을 딛고 도시를 재건하는 과정에서 서울의 역사적 유적지들은 대부분 파괴되었다. 그러나 그 모든 시련과 풍파 속에서 살아남은 유적들도 있다. 그중 대표적인 것이 경복궁, 덕수궁, 창경궁, 창덕궁 등 조선왕조의 궁궐들이다. 궁궐 외에도 종로구의 일부 지역에는 검은색 기와를 이고 있는 전통 가옥들이 아직 남아 있다. 공중에서 서울을 바라볼 수 있는 헬륨 기구인 서울달이 2024년 8월 개장하였다.

### 궁궐

#### 경복궁

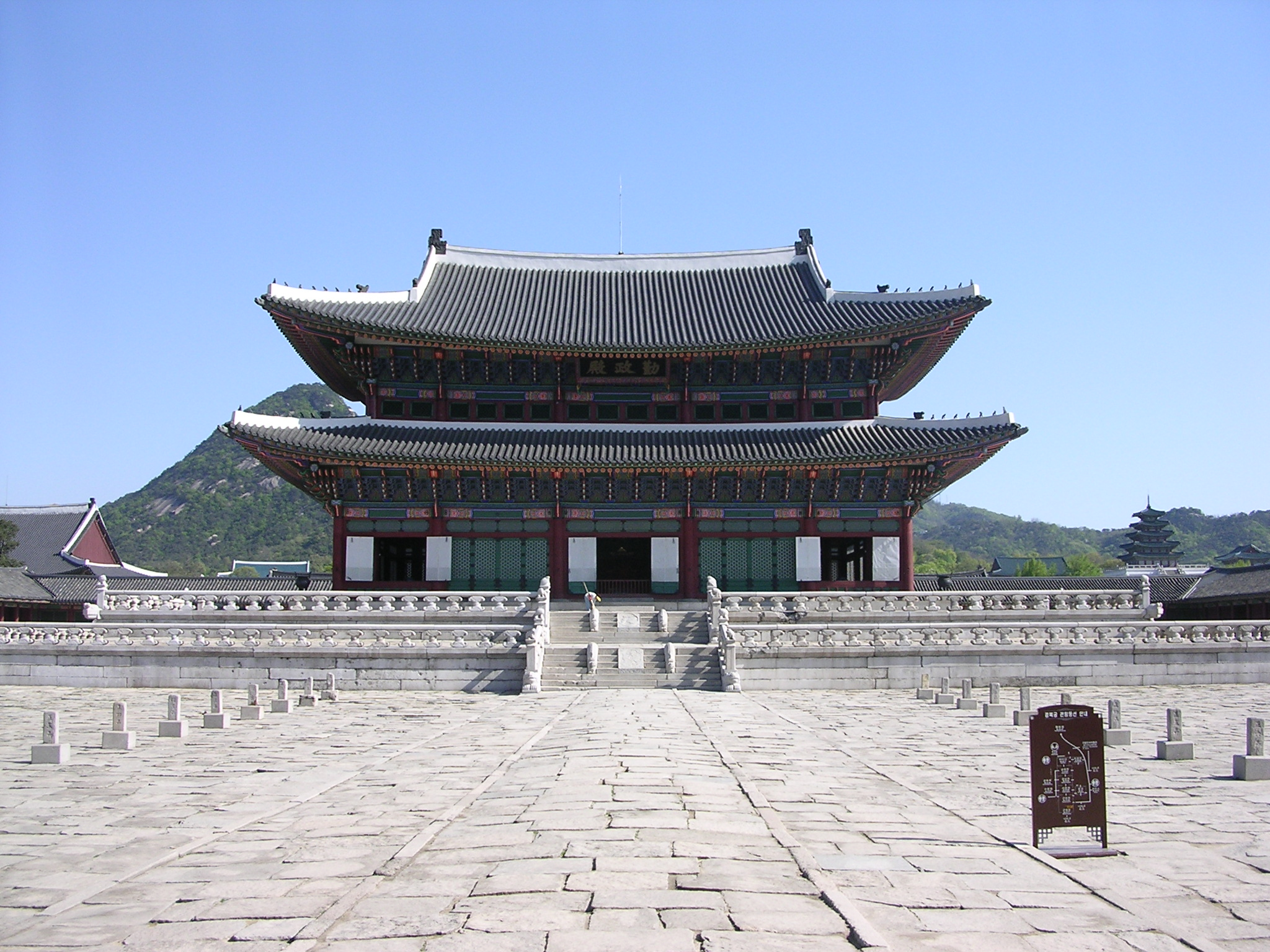
경복궁 근정전

경복궁(景福宮)은 대한민국 서울 세종로에 있는 조선 왕조의 법궁(法宮)이다. 궁의 넓이는
34만 3,888m2다. 경복궁은 1395년(태조 4년)에 창건하였다. ‘경복(景福)’은 시경에 나오는 말로 왕과 그 자손, 온 백성들이 태평성대의 큰 복을 누리기를 축원한다는 의미이다. 풍수지리적으로도 백악산을 뒤로하고 좌우에는 낙산과 인왕산으로 둘러싸여 있어 길지의 요건을 갖추고 있다. 1592년, 임진왜란으로 인해 불탄 이후 그 임무를 창덕궁에 넘겨주었다가 1865년(고종 2년)에 흥선대원군의 명으로 중건되었다. 일제강점기에는 조선 총독부 건물을 짓는 등 많은 전각들이 훼손되었으나, 1990년대부터 총독부 건물을 철거하는 등 복원사업을 벌이고 있다. 2010년까지 1차 복원사업이 완료되었다. 근정전, 경회루, 향원정, 아미산 굴뚝 등은 훼손되지 않고 그대로 남아 있다.

#### 창덕궁

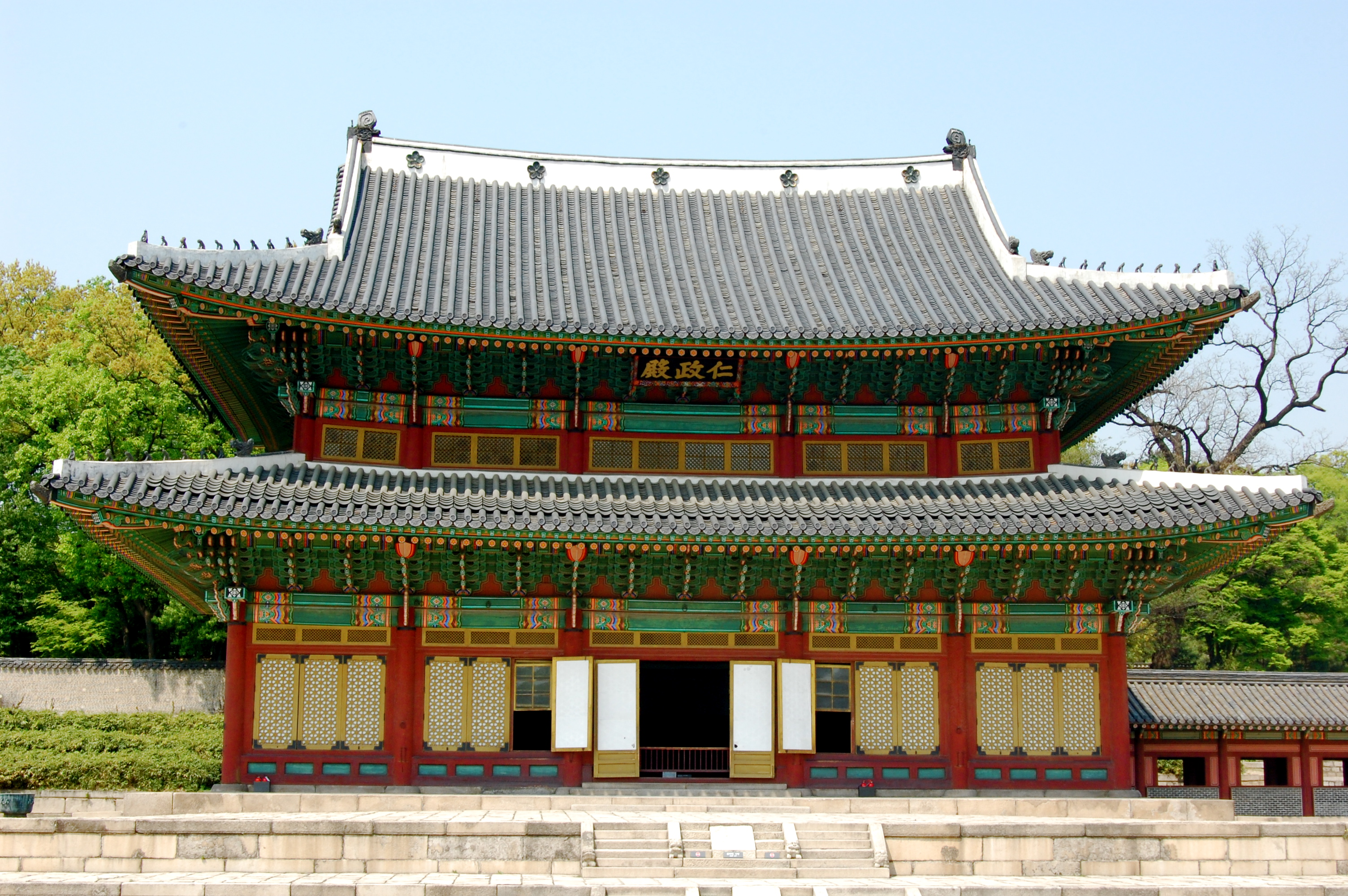
창덕궁 인정전

창덕궁은 서울의 오래된 고궁 중 하나이며 유네스코 세계문화유산으로 지정되었다. 조선 시대에 세워졌으며 원형을 제일 잘 유지하고 있는 서울의 고궁으로 꼽힌다. 서울의 역사와 전통을 느낄 수 있으며 주변에도 종묘, 인사동 거리, 창경궁, 대학로 등 볼거리가 풍부하다. 2020년부터 증강 현실(AR)과 가상 현실(VR)을 통하여 관람할 수 있는 서비스도 시작되었다.

#### 덕수궁

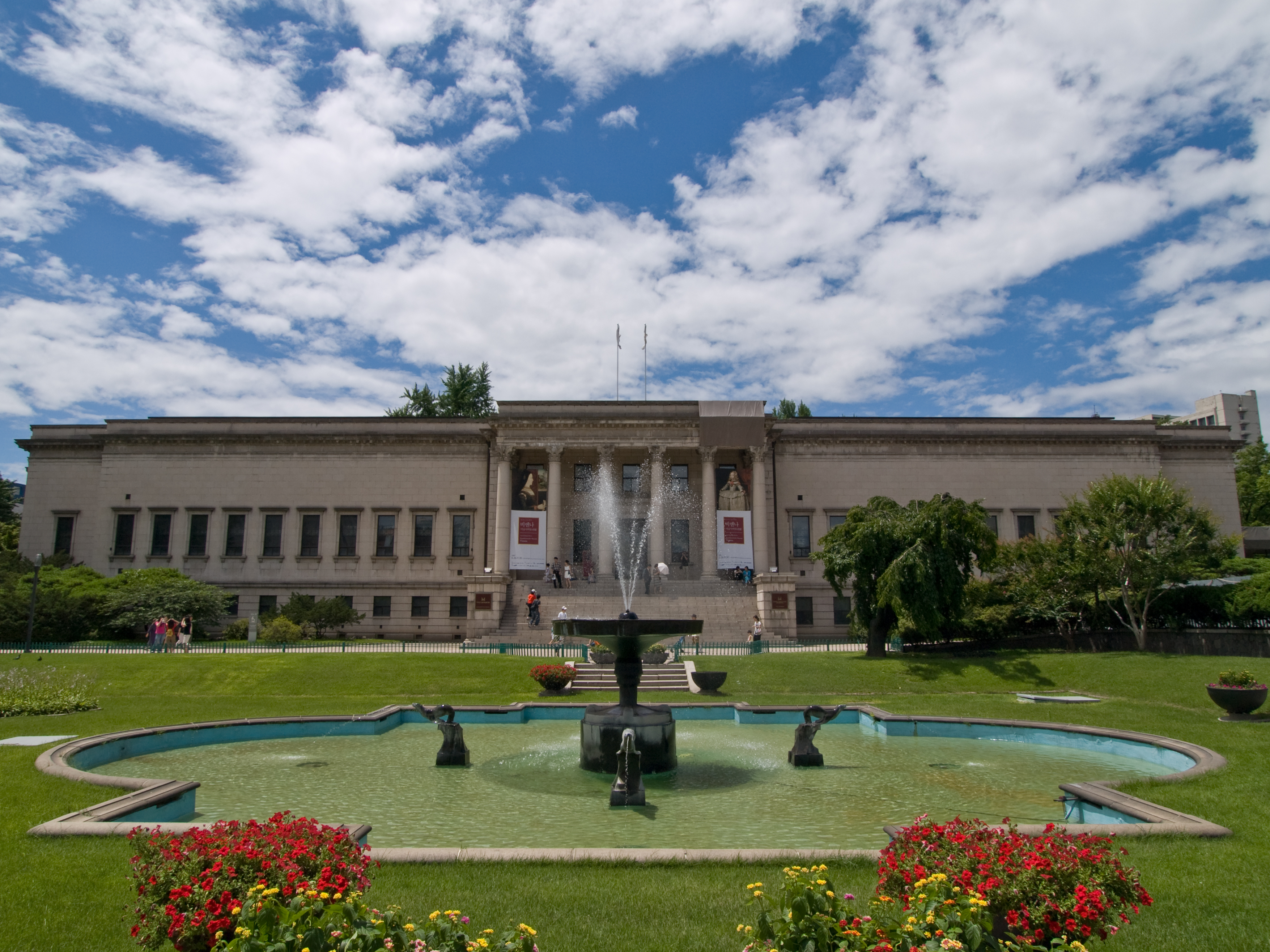
덕수궁 석조전

본래 이름은 경운궁(慶運宮)이다. 조선 초기 세조가 남편을 잃고 궁궐을 떠나는 맏며느리 수빈 한씨(인수대비)를 가엽게 여겨 개인 사저로 마련해주었고, 이후 한씨의 차남 자산군이 보위에 오르게 되어 궁궐에 들어가자 장남인 월산대군이 물려받았다. 임진왜란 뒤 선조가 월산대군의 집을 임시로 왕의 거처로 쓰면서 궁이 되었다. 1608년 선조가 죽은 뒤 광해군이 이곳에서 즉위하였는데, 그해 완성된 창덕궁으로 떠나면서 경운궁이라는 궁호를 붙여주었다. 1623년에는 인조가 이곳에서 즉위하였다. 또한, 고종이 황제로 즉위한 곳이기도 하다. 1897년(고종 34) 고종이 러시아 공사관에서 이 궁으로 거처를 옮기면서 비로소 궁궐다운 장대한 전각들을 갖추게 되었다. 1904년 큰 화재로 전각 대부분이 소실되었으나, 1905년 즉조당(卽祚堂)·석어당(昔御堂)·경효전(景孝殿)·함녕전(咸寧殿) 등이 중건되었다. 1906년 대안문(大安門) 이 수리된 뒤 대한문(大漢門)으로 개칭하고 정문으로 삼았다. 1907년(순종 1) 순종 즉위 후 궁호가 경운궁에서 덕수궁으로 변경되었다. [1] 1611년 ~ 1615년에는 조선의 정궁, 1897년 ~ 1907년에는 대한제국의 황궁이었다.

### 서울광장

서울광장의 전경

서울광장은 서울 중구(中區)의 서울시청 앞에 있는 광장이다. 본래 차도였지만, 1987년 6월 항쟁과 2002년 FIFA 월드컵 등 각종 집회·시위·행사의 장소로 널리 이용되었다. 월드컵 이후 광장 조성 계획이 세워져 차도(車道)를 없애고 잔디광장을 만들었으며, 2004년 5월 1일에 완공하였다. 한때 광장의 디자인 공모를 했었는데, 바닥을 유리로 깔고 그 밑으로 조명을 설치하는 안이 채택되었지만 재정 관계로 무산되었다. 광장에는 잔디 이외에도 무대와 분수대(3월 15일부터 11월까지 가동)가 있다. 겨울에는 스케이트장(유료)으로 이용되기도 한다. 서울시 중구 태평로1가에 있고, 규모는 13,207m2이다.

### 남대문 시장

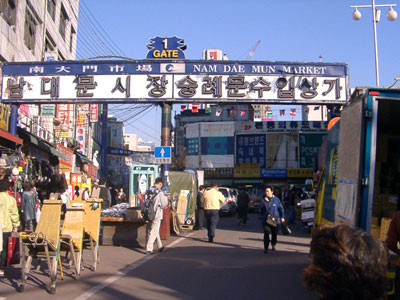
남대문 시장 1번 입구

남대문시장(南大門市場)은 서울특별시 중구, 숭례문(남대문) 부근 동쪽에 위치한 종합재래시장이다. 서울 지하철 4호선 회현역과 가깝다. 남대문 부근 시장의 기록은 조선 초기인 태종 때 나 세종 때 에도 확인된다. 임진왜란 이후(1608년)로 선혜청이 세워져 시장이 형성되었다. 현재 남대문 시장은 동대문 시장과 함께 서울의 2대 시장 중 하나이다. 숭례문을 기점으로 사방에 크고 작은 1만점 이상의 상점이 줄지어 서 있다. 이 시장에는 토산물/일용품/식료품/의료품 등을 취급하고 있다. 근처에는 명동, 한국은행, 국민은행 본점 등이 있다.

### N서울타워
N서울타워(엔서울타워, N Seoul Tower)는 대한민국 서울특별시 용산구의 남산 공원 정상 부근에 위치한 전파 송출용 탑이다. 1969년에 착공하여 1975년 전망대를 마지막으로 완공되었다. 높이는 236.7 미터, 해발 479.7 미터이다. 전망대에서 서울시내 전역을 내려다 볼 수 있으며, 맑은 날씨에 찾는 관광지로 잘 알려져 있다. 보통 “남산타워”라고 부른다. 뉴스 전문 텔레비전 방송국 YTN이 2000년 인수하였으며 2005년에 개·보수하였고 “서울타워”에서 “N서울타워”(정식 이름은 “YTN 서울타워”)로 이름을 바꾸어 현재에 이르고 있다. 전파 송출용 시설뿐 아니라, 전망대, 식당, 전시관, 기념품점, 카페 등이 설치되어 있다. 전망대 부분에 위치한 식당은 바닥이 48분마다 360° 회전하는 것으로 유명하다.

### 청계천

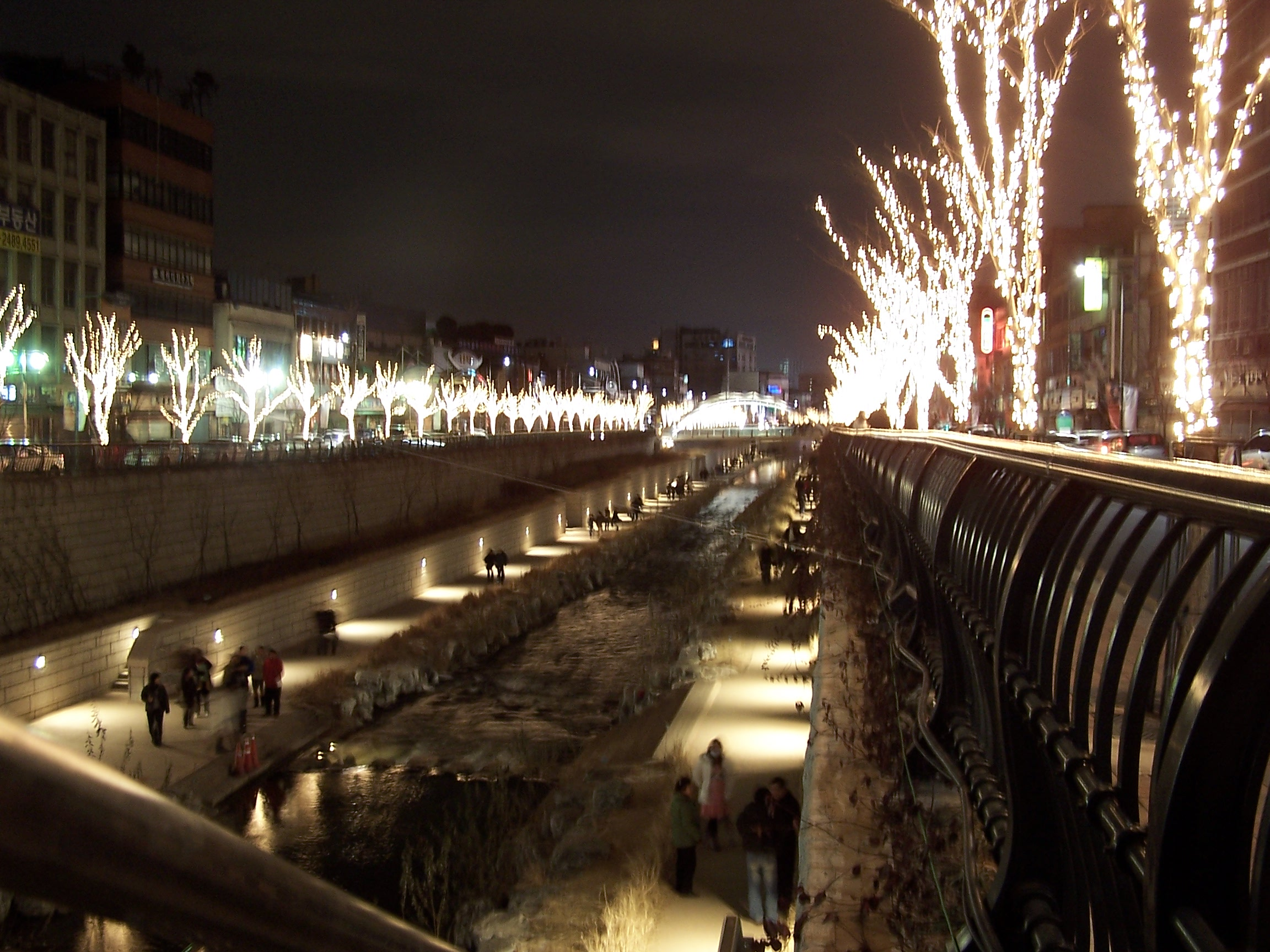
청계천의 야경

청계천(淸溪川)은 대한민국 서울특별시 내부에 있는 하천으로, 한강 수계에 속하며 중랑천의 지류이다. 최장 발원지는 종로구 청운동에 위치한 '백운동 계곡'이며, 남으로 흐르다가 청계광장 부근의 지하에서 삼청동천을 합치며 몸집을 키운다. 이곳에서 방향을 서쪽으로 틀어 서울의 전통적인 도심지를 가로지르다가, 한양대학교 서울캠퍼스 옆에서 중랑천으로 흘러든다.

### 코엑스몰
코엑스몰(COEX Mall)은 대한민국 서울에 위치한 지하 쇼핑 몰이다. 서울코엑스컨벤션센터의 전시장, 컨벤션 센터, 호텔, 백화점 및 사무동을 연결하는 동양 최대의 지하 쇼핑 공간이다. 유동인구가 꽤 많으며, 꽤 붐빈다. 연면적은 약 11만 9천 제곱미터이다. 총 임대 점포 260여 개가 입주해 있다. 집객력이 가장 높은 점포는 메가박스 씨네플렉스 및 코엑스몰 아쿠아리움(수족관)이다. 이외에도 마르쉐, TGI, 맥도날드, 버거킹 등의 외식업 체인점이 입주해있다.

### 서울올림픽공원
서울올림픽공원은 대한민국 서울특별시 송파구 방이동에 있는 공원이다. 1988년 서울 올림픽을 위해 건설되었으며, 현재는 일반적인 종합 공원으로 이용되고 있다. 사이클· 역도· 펜싱· 수영· 체조· 테니스 등 6개의 경기장 등의 경기 시설과 소마미술관 등 다양한 문화 시설들이 함께 있다. 올림픽 공원 건설 도중 발굴된 백제 유적지 몽촌토성은 공원 내에 자리하고 있다. 올림픽공원은 야외조각공원을 비롯하여 88놀이마당, 음악 분수 등과 같은 휴식공간이 조성되어 있다. 기타 주요 시설로는 올림픽회관, 올림픽 파크텔, 몽촌 역사관 등 각종 편익시설이 구비되어 있다.

### 63빌딩
63빌딩은 대한민국 서울특별시 여의도에 위치한 마천루이다. 지상 60층, 지하 3층의 규모이며, 지상높이 249미터(해발 264미터)이다.‘대한생명 63빌딩’이라는 명칭으로 1980년 2월에 착공하여 1985년 5월에 완공되었으며(그 해 9월 30일 준공식), 완공 당시는 아시아에서 가장 높은 빌딩이었다. 2002년에 대한생명이 한화그룹에 인수되면서 63빌딩도 한화그룹의 소유가 되었다. 오랫동안 대한민국에서 가장 높은 건물이었으나, 도곡동 타워팰리스(263.7미터)와 목동 하이페리온(256미터)에게 밀려났다. 하지만 일반 시민이 들어갈 수 있는 건물 중에서는 가장 높은 건물이기 때문에 아직 초고층 건물로서의 지위를 유지하고 있다. 아이맥스 영화관(63아이맥스), 전망대(63스카이 아트), 수족관(63씨월드)등의 다양한 편의시설들을 갖추고 있다.

### 롯데월드타워
롯데월드타워는 대한민국 서울특별시 송파구 신천동에 위치한 마천루이다. 지상 123층, 지하 7층의 규모이며 지상 높이는 555미터이다. 2009년에 착공하여 2015년에 상량식을 끝내고 2016년에 완공하였으며 2017년 4월 3일에 개장되었다. 완공 당시 대한민국에서 가장 높은 건물이다. 최상층인 123층에는 서울스카이라는 전망대가 존재하며 대한민국에서 가장 높은 전망대다.

### 서울월드컵경기장
서울월드컵경기장은 서울특별시 마포구 성산동에 있는 총 관중석 66,806석 규모의 축구전용경기장으로 2002 FIFA 월드컵의 개최를 목적으로 건설되었다. 1998년 11월 6일 기공하여 2001년 11월 10일에 개장된 이 경기장은 아시아 최대의 축구 전용 경기시설이다. 2002 FIFA 월드컵 개회식을 비롯해 피스컵, 청소년 월드컵 등 많은 국제축구대회를 개최했고 대한민국 축구 국가대표팀의 주 경기장으로 사용되고 있다. 2006년 대한민국 FA컵 4강전과 결승전도 이 곳에서 열렸으며 지금은 2004년에 서울에 재입성한 K리그 클래식 소속 프로축구단 FC 서울의 홈 경기장으로 쓰이고 있다. 서울 지하철 6호선 월드컵경기장역과 연결되며 주변에 디지털 미디어 시티(DMC)와 월드컵공원이 있다. 건물 내에는 쇼핑몰인 월드컵몰과 대형 할인점 홈플러스, CGV 영화관, 헬스클럽 등이 있다. 경기가 열리지 않는 날에도 일반인이 방문할 수 있으며, 허가를 받을 경우 잔디 구장 이용도 가능하다.

### 예술의 전당
예술의 전당(Seoul Arts Center)은 서울시 서초구에 위치한 대한민국 최대 규모의 종합예술시설이다. 1982년부터 설립 계획이 수립되었으며, 남부순환로와 우면산 사이의 산자락에 231,000m²의 대규모 부지를 마련해 1984년에 공사가 시작되었다. 1988년 2월에 음악당과 서예관이 개관되었고, 같은 해에 개최된 서울올림픽의 문화예술축전 공연장으로 활용되었다. 이후 한가람미술관과 오페라하우스 등이 차례로 개관되어 편입되었다. 하지만 음악당의 경우 음향에 문제가 있다는 비판 여론이 계속 제기되었고, 결국 2005년에 대대적인 개보수 공사를 거쳐 재개관했다.

### 국립중앙박물관

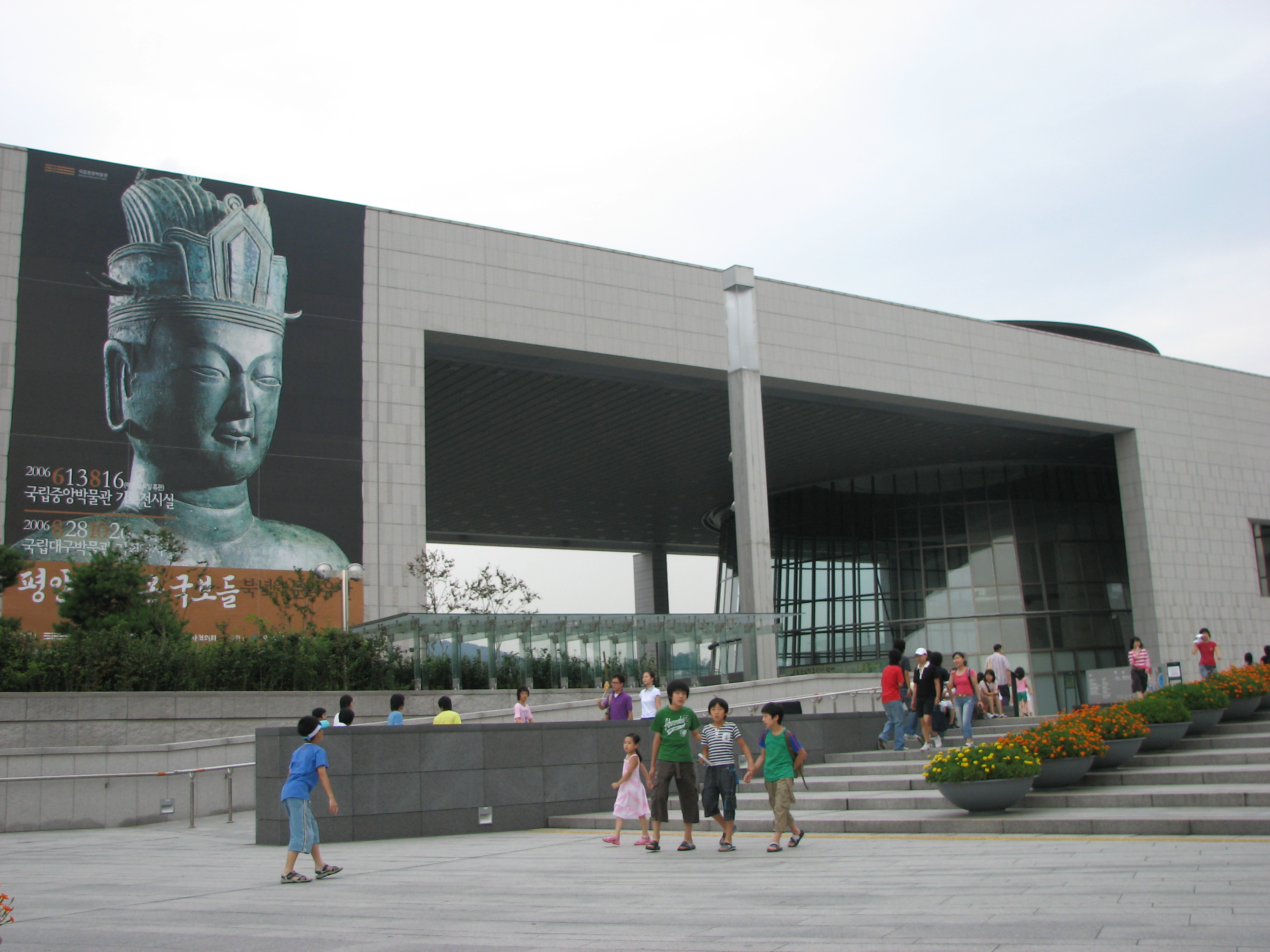
국립중앙박물관

국립중앙박물관(National Museum of Korea)은 대한민국 서울 용산구에 있는 문화체육관광부 산하의 국립 박물관이다. 본관은 동관과 서관으로 되어 있으며, 지하 1층, 지상 6층으로, 3개 층으로 나누어 전시된다. 길이 404미터, 최고높이 43.08미터의 건물이다. 어린이박물관과 야외전시장이 별도로 갖추어져 있다. 1월 1일과 매주 월요일은 휴관이며, 2008년 5월 1일부터 상설전시관, 어린이박물관의 관람료는 무료가 되었다. 극장 '용'에서는 여러 가지 공연을 한다.

### 북한산 국립공원

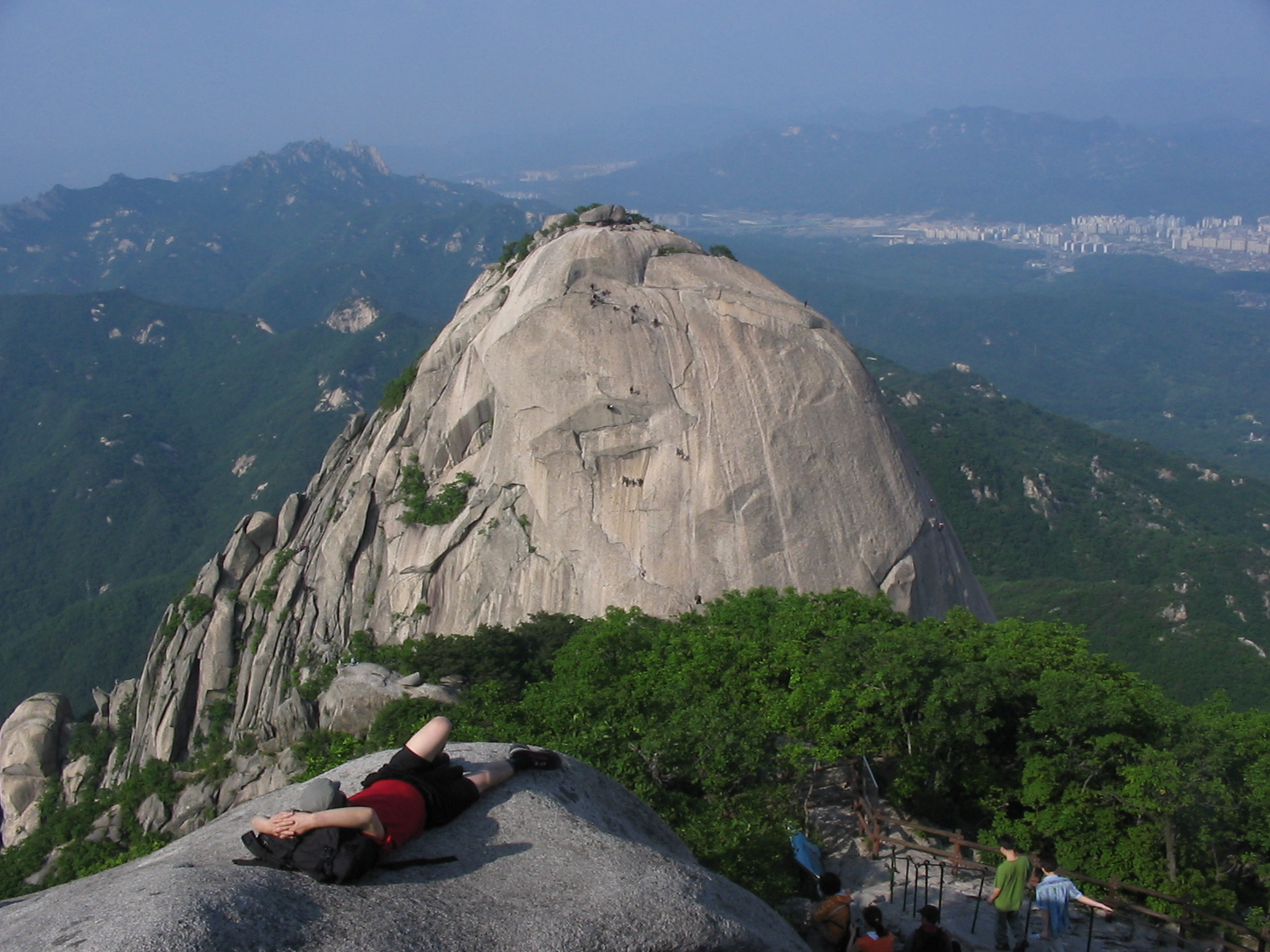
북한산의 인수봉

북한산(北漢山)은 서울특별시 강북구와 도봉구, 은평구, 성북구 그리고 종로구와 경기도의 고양시 덕양구의 경계에 있는 높이 836m의 산이다. 예로부터 한산·화산·삼각산 등 여러 가지 이름으로 불려왔으며 백운대(836m), 인수봉(810m), 만경대(799m) 세 봉우리가 모여 있어 주로 삼각산(三角山)으로 불렀으나, 일제강점기 이후로 점차 사용하지 않게 되었다. 북한산이라 불리게 된 것을 조선조 중종 때 북한산성을 축성한 뒤부터라고 추정하기도 한다. 1983년에 국립공원으로 지정되었다.

## 같이 보기
- 위키백과:서울시 지식공유 프로젝트/서울시 공개 자료 목록#문화·관광분야
- 위키백과:서울시 지식공유 프로젝트/서울시 공개 자료 목록#서울명소
- 위키백과:서울시 지식공유 프로젝트/서울시 공개 자료 목록#주요기관 및 시설
- 위키백과:서울시 지식공유 프로젝트/서울시 공개 자료 목록#서울의 역사